# ماراسکینو
ماراسکینو، عرق آلبالو (انگلیسی: Maraschino) نام یک لیکور قوی و شیرین با طعم گیاهان دارویی است. 